# Giuseppe Moretti (Geistlicher)
Giuseppe Moretti B (* 10. November 1938 in Recanati, Italien) ist ein italienischer Geistlicher. Er war Apostolischer Superior der Mission sui juris Afghanistan.

## Leben
Giuseppe Moretti trat der Ordensgemeinschaft der Barnabiten bei. Am 9. März 1963 empfing er die Priesterweihe.
Papst Johannes Paul II. bestellte ihn am 16. Mai 2002 zum Superior der autonomen Mission sui juris in Afghanistan (Superior ecclesiasticus seu Ordinarius loci). Mit Dekret der Kongregation für die Evangelisierung der Völker vom gleichen Tag wurde er zum Kaplan der Mission ernannt und erhielt alle Rechte und Befugnisse eines Diözesanbischofs und Apostolischen Präfekten. 2014 trat er in den Ruhestand.